# Илиндански дани
Илиндански дани (мкд. Илинденски денови) је фолклорни фестивал који се одржава у Битољу сваке године од 29. јула до 2. августа у спомен Илинденског устанка 2. августа 1903. године.
Фестивал се отвара великим дефилеом, када кроз град пролази већина наступајућих фолклорних група, домаћих (македонских) и иностраних. Програм се одржава свакег вечери на градском стадиону или у Културном дому у центру Битоља. Илинданске дане са првим наступом отвори македонска фолклорна група. 
Тих дана Битољ је центар културног догађања у Северној Македонији и фестивал представља врло богати певачки и плесни репертоар - као такав је највећи културни догађај у Северној Македонији.
Илиндански дани су и на календару Међународне заједнице за организацију фолклорних фестивала - CIOFF.

## Неки од учесника из2006.
- КУД Илинден
- КУД Болеч (Србија)
- КУД Вараждин (Хрватска)
- ФА Битола
- Хор Распевани Велешани (Распеани Велешани)
- Хор Распевани Валандовжани (Распеани Валандовжани)
- КУД Пескара (Италија)
- КУД Гоце Делчев

## Неки од учесника из2007.
- КУД Илинден
- КУД Битола
- Гоце Делчев, Битола
- КУД Јане Сандански, Мелбурн (Австралија)
- КУД Илинден, Кривогаштани
- КУД Еро, Ужице (Србија)
- ФА Мирче Ацев, Тополчани
- КАт Јени мале, Битола
- КУД Гебо, Бугарска
- КУД Болеч, Србија
- КУД Стублине, Обреновац (Србија)
- ФА Ацо Караманов, Радовиш
- КУД Свилени конац, Прњавор (Република Српска)
- ВАРДАРКЕ, певачка група, Србија (Качарево)